# 舍夫沙萬
舍夫沙萬（阿拉伯文：شفشاون/الشاون；柏柏尔语：ⴰⵛⵛⴰⵡⵏ 「角」；西班牙語：Xauen；英語：Chefchaouen或Chaouen），亦稱「蓝色的城市」或「紗富彎」， 是位於北非國家摩洛哥西北部的城市，由丹吉爾-得土安大區負責管轄，建城於1471年，海拔高度564米，市內有多間酒店和清真寺，2004年人口35,709。

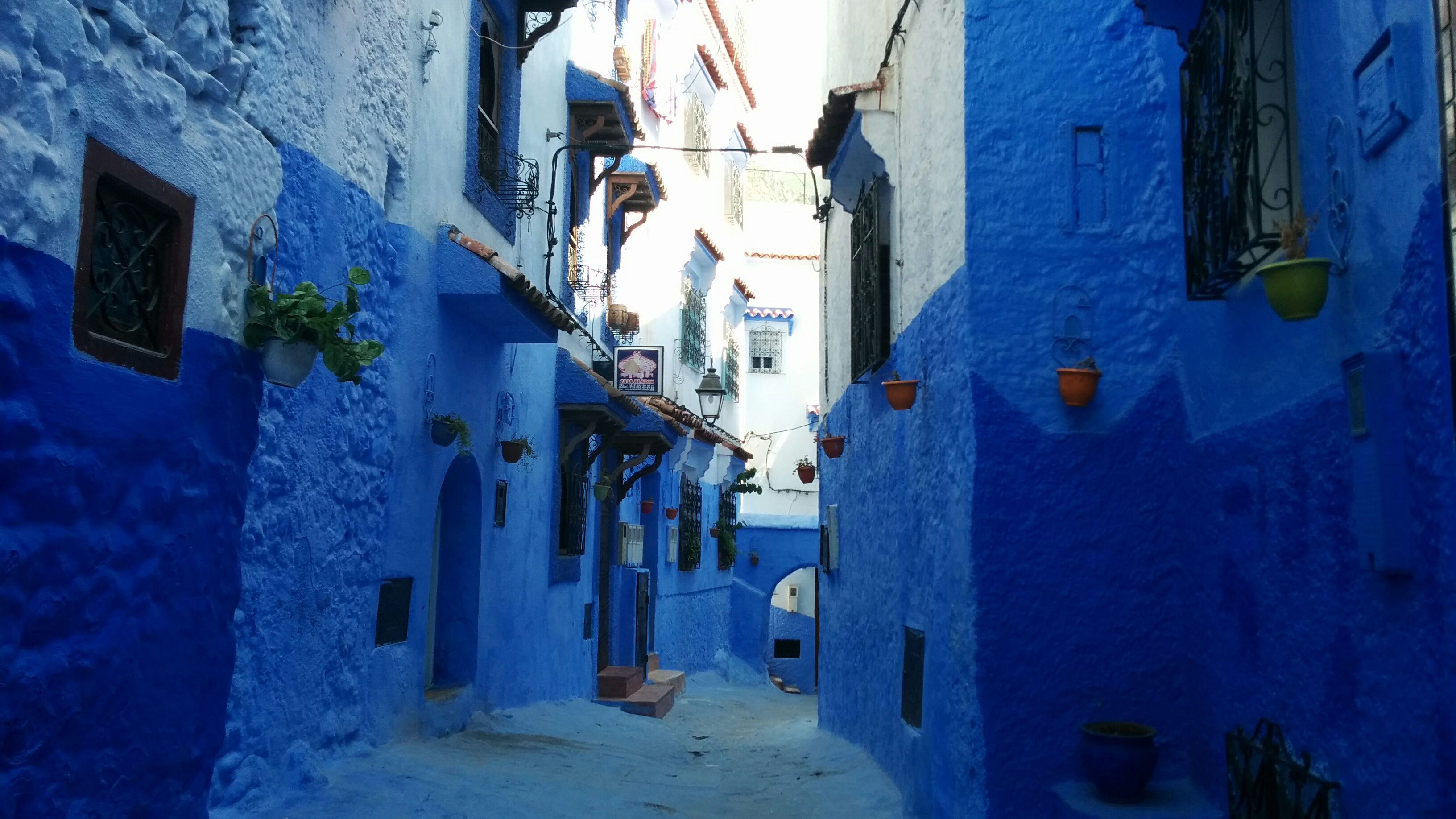
舍夫沙萬 - 藍色的城市

## 外部連結
- Chaouen Info - Information about the city and province of Chefchaouen or Xauen （页面存档备份，存于）
- Lexicorient （页面存档备份，存于）
- Town Chefchaouen in the north of Morocco

35°10′17″N 5°16′11″W / 35.17139°N 5.26972°W